# Батюк Порфирій Кирилович
Порфирій Кирилович Батюк (нар. 11 березня 1884, Зіньків — пом. 19 квітня 1973, Київ) — український композитор. 

## Життєпис
Музичну освіту здобув у Петербурзі в музичній школі ім. Смоленського (1894) та в придворній спеціальній капелі (зі званням диригента, вчителя співу та теорії музики). Вивчав також гру на скрипці у П. Вилькомирського і постановку голосу у В. Власова в Москві.
У 1913 повернувся в Україну й розпочав музично-педагогічну діяльність. У 1913—1920 вчитель співу в гімназії в м. Зінькові. Видав «Музичну хрестоматію для шкіл» та збірку шкільних хорів «Червоні свята». У 1918 разом із П. Толстяковим у м. Зінькові заснували школу для диригентів сільських хорів.
У 1920—1926 викладач методики на Педагогічних курсах. У 1926—1933 викладач теорії музики та методики шкільного співу в Педагогічному технікумі в Охтирці Харківського округу. У 1933—1941 керівник хору в Архітектурному технікумі Харкова.
У 1944—1947 старший науковий співробітник Інституту мистецтвознавства, фольклору та етнографії АН УРСР. 
У 1946—1948 керівник хору Київської партійної школи.
На Шевченкові тексти написав дитячі хори без супроводу «Заповіт», «Мені тринадцятий минало», «Річка» («Тече вода з-під явора») — усі 1922, романс для високого голосу з супроводом фортепіано «У гаю, гаю» (1962), мішані хори без супроводу «На могилі, на високій» і «Хай про тебе слава лине» (обидва на слова К. Яцика, 1961). Автор музики до відомої пісні на слова С. Черкасенка «Тихо над річкою».

## Прижиттєві видання творів Порфирія Батюка
1. Батюк Порфирій Кирилович. Музична хрестоматія на вірші українських письменників [Ноти] : для двохголосного та трьохголосного хору [без супр.] / [комп. та автор передм.] П. Батюк. — Полтава : [б.в.], 1922. — С. 11. — 2 000 прим.
2. Батюк П. Жниварська пісня (народня). — К.: Бібліотека музичного товариства ім. Леонтовича, 1925. — 4 с.
3. Пісня про радянських машалів: слова Т. Масенка, музика П. Батюка // Збірник пісень українських радянських композиторів (для голосу або хору в супроводі фортепіано). — К.: Музфонд УРСР, 1945. — С. 5-8.
4. Батюк П. Молодії сівачі. Слова народні. — К.: Музфонд УРСР, 1947. — 4 с.
5. Батюк П. Слався, могутня Росіє. (для мішаного хору а capella). — К.: Музфонд УРСР, 1947. — 8 с.
6. Летіли орлята. Українська радянська народна пісня. Обробив для хору з фортепіано П. Батюк. — К.: Музфонд СРСР — Українська республіканська філія, 1952. — 4 с.
7. Українські радянські народні пісні. Обробив для мішаного без супроводу П. Батюк. — К.: Музфонд СРСР — Українська республіканська філія, 1952. — 18 с.
8. Батюк П. Колись до хвилі Дніпрової (для мішаного хору). Слова М. Рильського. — К.: Музфонд СРСР — Українська республіканська філія, 1954. — 8 с.
9. Три українські радянські народні пісні. Обробив для хору без супроводу П. Батюк. — К.: Музфонд СРСР — Українська республіканська філія, 1954. — 8 с.
10. Батюк П. Пісня про Переяславську раду (для хору з фортепіано). Слова П. Тичини. — К.: Музфонд СРСР — Українська республіканська філія, 1954. — 4 с.
11. Костецький М., Батюк П. Три віки з Москвою (для хору з фортепіано). Слова народні. — К.: Мистецтво, 1954. — 6 с.
12. Батюк П. Сонце сходить за горою. Пісня для хору з фортепіано. Слова О. Ющенка. — К.: Державне видавництво образотворчого мистецтва і музичної літератури, 1956. — 4 с.
13. Батюк П. Вибрані хорові твори. — К.: Музфонд СРСР — Українська республіканська філія, 1959. — 50 с.
14. Народи партія веде (для мішаного хору без супроводу). Музика П. Батюка, слова В. Сосюри. — К.: Музфонд СРСР — Українська республіканська філія, 1960. — 6 с.
15. Батюк П. Ми партії вірні (для змішаного хору без супроводу). Слова М. Сікача. — К.: Музфонд СРСР — Українська республіканська філія, 1961. — 8 с.
16. Батюк П. Тихо над річкою (для дуета або двоголосного хору в супроводі фортепіано). Слова С. Черкасенка. — К.: Советский композитор, 1961. — 4 с.
17. Батюк П. У долині є криниця (для мішаного хору без супроводу). Слова П. Амбросій. — К.: Советский композитор, 1961. — 6 с.
18. Добрий вечір вам, матусю (українська народна жартівлива пісня). Обробив для баритона або баса з супроводом фортепіано П. Батюк. — К.: Советский композитор, 1961. — 4+1 с.
19. Батюк П. У гаю, гаю (романс для високого голосу з фортепіано). Слова Т. Шевченка. — К.: Советский композитор, 1962. — 4 с.
20. Батюк П. Народні пісні Полтавщини. — К.: Мистецтво, 1963. — 32 с.
21. Батюк П. Дві українські народні пісні. — К.: Державне видавництво «Мистецтво». — 8 с.
22. Батюк П. Подвиг (для мішаного хору без супроводу). Слова В. Сосюри. На правах рукопису. — К., 23.10.1961. — 8 + 1 с.